# Beata Michniewicz
Beata Jadwiga Michniewicz – polska dziennikarka radiowa, od 1983 do 2024 roku dziennikarka Programu III Polskiego Radia.

## Życiorys
Studiowała na Uniwersytecie Warszawskim. Przez czterdzieści jeden lat prowadziła audycje związane z aktualną polityką oraz rozmowy z czołowymi posłami i senatorami, jak również z redaktorami prasowymi dla Polskiego Radia. W drugiej połowie lat 80. była związana z trójkowym programem „Nie tylko dla orłów”.  
Jest pomysłodawczynią plebiscytu Srebrne Usta. Współcześnie najbardziej skojarzona z audycjami Salon polityczny Trójki, Puls Europy i Śniadanie w Trójce, w których gośćmi byli politycy komentujący najświeższe doniesienia z kraju i ze świata.
W 2019 otrzymała nagrodę MediaTory w kategorii AuTORytet.
3 marca 2024 Gazeta Wyborcza poinformowała, że nowy zarząd Polskiego Radia rozwiązał umowę z dziennikarką.  

## Odznaczenia
- Krzyż Kawalerski Orderu Odrodzenia Polski – 2011[5]
- Srebrny Krzyż Zasługi – 2005[6]